# نیشابوری (واحد پول)
نیشابوری به سکه‌های ضرب‌شدهٔ نیشابور کهن گفته می‌شود. «دینار نیشابوری» واحد پولی رایج در تمدن اسلامی از سده دوم تا هفتم هجری بوده‌است. وزن آن نزدیک چهار گِرَم بوده‌است. آن چنان‌که ناصرخسرو در سفرنامه آورده، قیمت سه دینار و نیم آن مساوی سه دینار مغربی بوده‌است.